# Henry James Pye
Henry James Pye, né le 20 février 1745 à Londres, mort le 11 août 1813 à Pinner, dans le Middlesex (aujourd'hui dans le borough londonien de Harrow) est un poète anglais. Pye a été poète lauréat de 1790 à sa mort et le premier à recevoir un salaire fixe de 27 £.

## Biographie
Pye étudie au Magdalen College d'Oxford. Son père, un propriétaire du Berkshire, meurt en 1766, lui laissant pour tout héritage une dette de 50 000 livres, que l'incendie de sa maison à Great Faringdon n'a pas arrangé.
En 1784, il est élu député du Berkshire à la Chambre des communes. Il est obligé de vendre le domaine paternel et se retire du Parlement en 1790, devenant magistrat de police à Westminster. Bien qu'il n'ait ni sentiment poétique ni formation particulière, il a l'ambition d'être reconnu comme poète et publie plusieurs volumes de vers.
De tous les ouvrages qu'il a écrit, son Résumé des fonctions de la justice de paix entre les sessions (1808) est le plus digne d'intérêt. Il est nommé poète lauréat en 1790, peut-être grâce à son appui fidèle à William Pitt le Jeune à la Chambre des communes. Cette nomination a été regardée comme ridicule, et ses odes d'anniversaire ont été une source continuelle de mépris. L'historien britannique du XXe siècle Lord Blake a dit de Pye qu'il était « le pire poète lauréat dans l'histoire anglaise, à l'exception peut-être d'Alfred Austin. » En 1814, le successeur de Pye, Robert Southey, a écrit : « J'avais rimé aussi résolument et médiocrement que si mon nom avait été Henry James Pye. »
Comme prosateur, Pye est l'auteur de commentaires et de résumés pleins de fantaisie. Son Commentaire sur les commentateurs de Shakespeare, rattaché à sa traduction des Poétiques, comporte maints éléments intéressants. Un homme qui, né en 1745, peut écrire : « Sir Charles Grandison (personnage principal du roman éponyme de Samuel Richardson) a un caractère bien moins naturel que Caliban (personnage de La Tempête de Shakespeare) » est peut-être un piètre poète, mais certainement pas un imbécile.

## Travaux

### Prose
- Résumé des fonctions de la justice de paix entre les sessions (Summary of the Duties of a Justice of the Peace out of Sessions), 1808
- Le Démocrate (The Democrat), 1795
- L'Aristocrate (The Aristocrat), 1799

### Poésie
- Poèmes sur divers sujets (Poems on Various Subjects), 1787 (premier recueil de vers important de Pye)
- Alfred, 1801

### Traductions
- Poétiques d'Aristote (Aristotle's Poetics), 1792